# Pestalotiopsis nattrassii
Pestalotiopsis nattrassii är en svampart som beskrevs av Steyaert 1953. Pestalotiopsis nattrassii ingår i släktet Pestalotiopsis och familjen Amphisphaeriaceae.   Inga underarter finns listade i Catalogue of Life.